# Corticaria cribricollis
Corticaria cribricollis là một loài bọ cánh cứng trong họ Latridiidae. Loài này được Fairmaire miêu tả khoa học năm 1863.